# Antonio Lombardo
Antonio Lombardo (Venecia 1458 -  Venecia o Fermignano, 1516) fue un escultor del renacimiento veneciano, hijo del también escultor y arquitecto Pietro Lombardo.

## Biografía

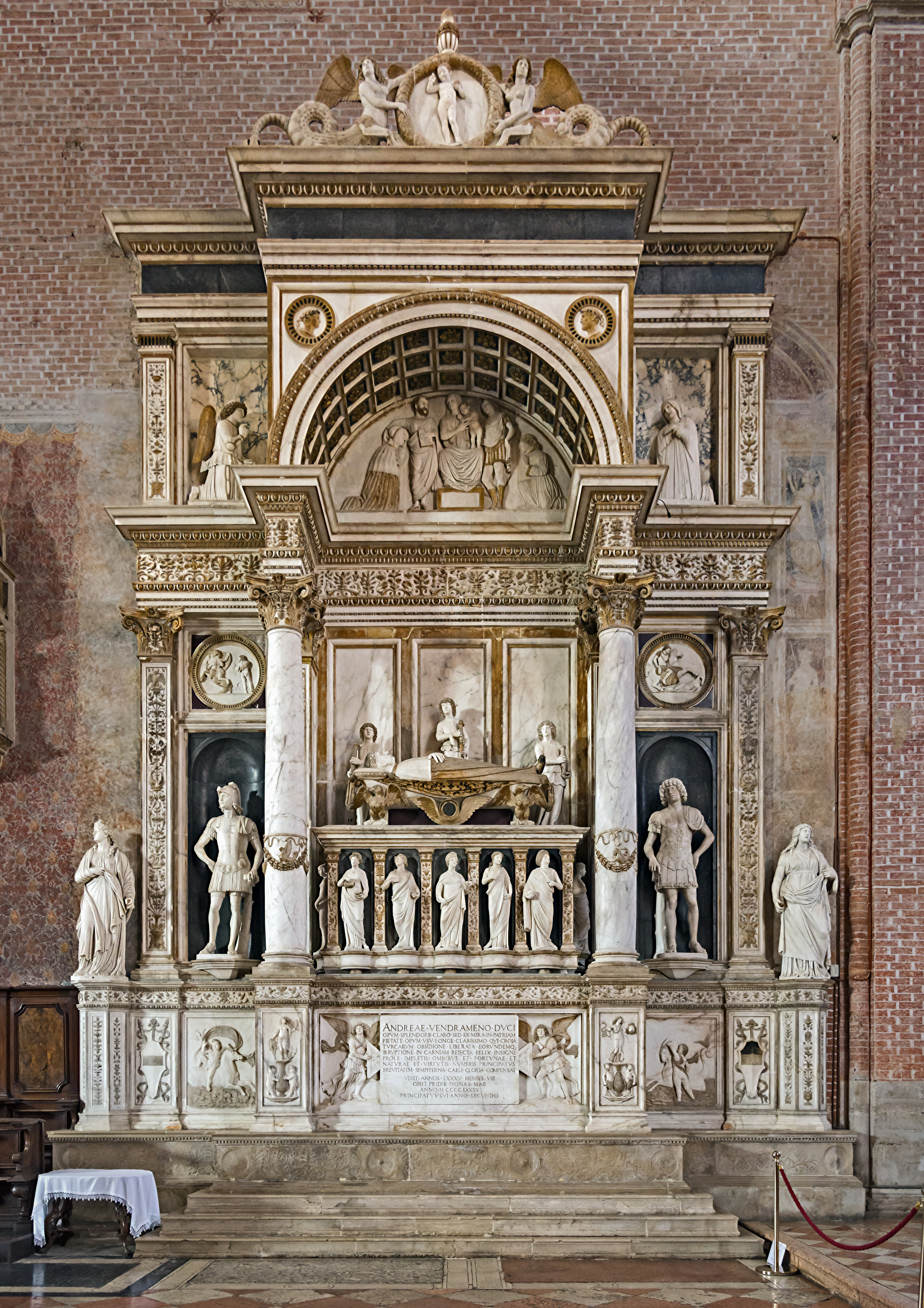
Monumento del dogo Andrea Vendramin, Venecia

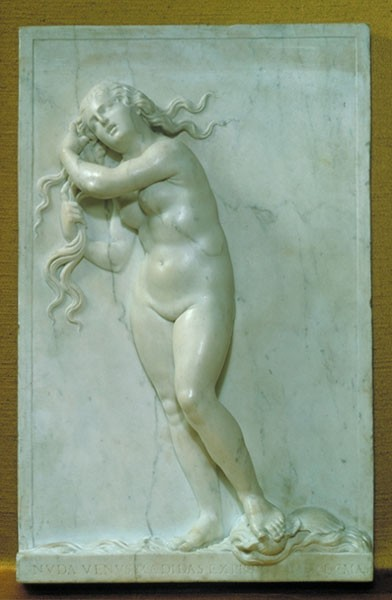
Antonio Lombardo, Venus Anadiómena Museo de Victoria y Alberto de Londres (c. 1516).

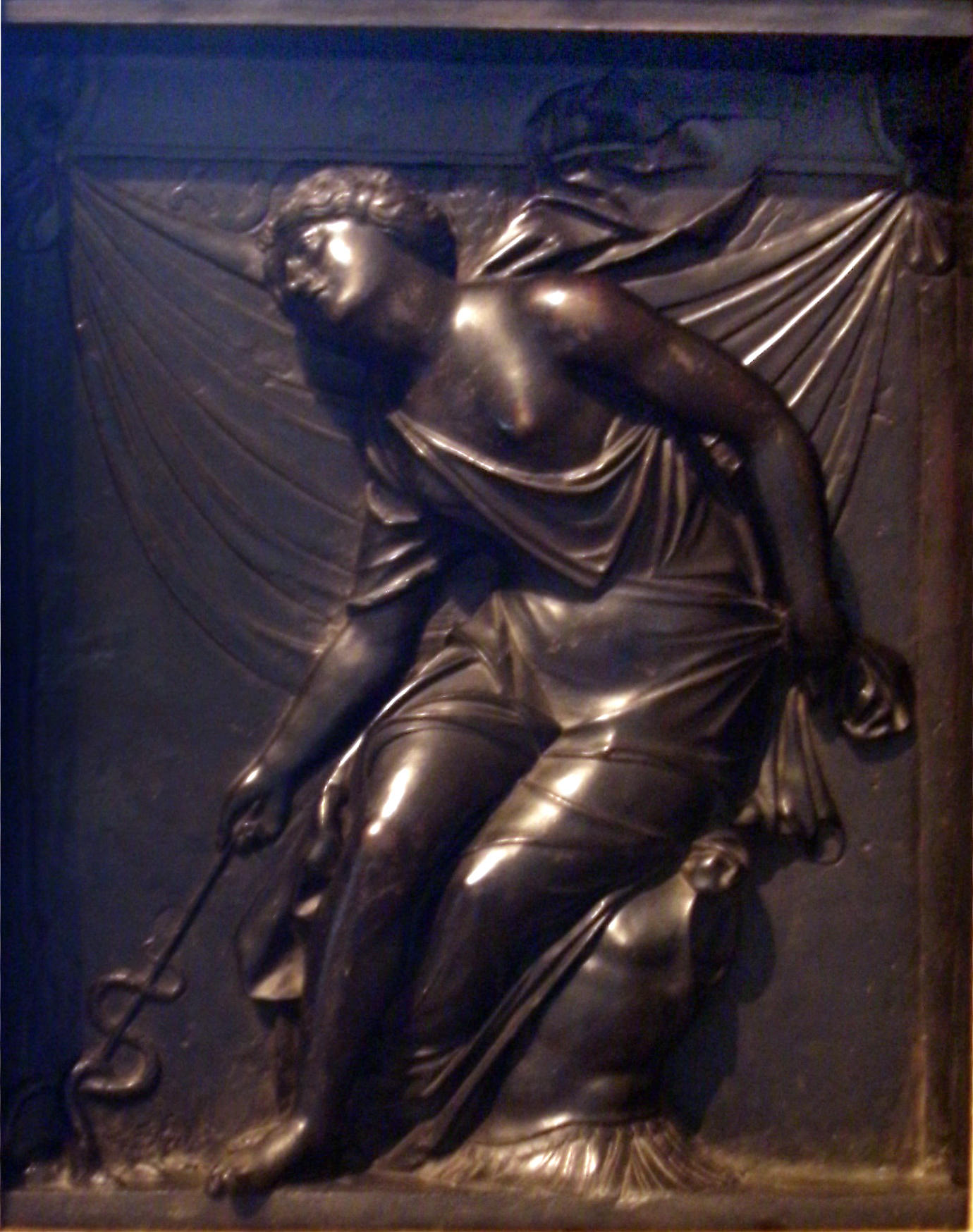
A Paz estabelecendo seu reino (c. 1512)

Su actividad principal se realizó en Venecia, en el taller familiar junto a su padre y su hermano mayor Tulio. En esta cooperación, efectuaron numerosos monumentos funerarios, entre los que destacan el del poeta Dante Alighieri y del dogo Andrea Vendramin. Las primeras imágenes de carácter religioso fueron las realizadas junto a su hermano Tulio, para la iglesia de Santa María de los Milagros, de la que su padre fue arquitecto.
En la basílica de San Marcos de esta misma ciudad, participó en la realización de la parte escultórica para la capilla del cardenal Giovanni Battista Zeno.
Entre sus obras destacan las esculturas realizadas para la basílica de San Antonio de la ciudad Padua, en cuya capilla «dell'Arca di Sant'Antonio di Padova», ambos hermanos, según Nicolás de la Cruz y Bahamonde: «trabajaron en escultura varios milagros del Santo.»
Antonio Lombardo se trasladó entre los años 1506-1507 a Ferrara donde trabajó bajo el mecenazgo del duque Alfonso I de Este, especialmente en temas mitológicos —donde se aprecia un estilo hacia elementos clásicos y un estudio de anatomía en todo detalle—, destinados para la decoración del «Estudio de Mármoles» y del «Camerino de Alabastro» del palacio del duque. Una de esas obras  El nacimiento de Atenea (c.1508-1511) se encuentra en el Museo del Hermitage de San Petersburgo.

## Lista de obras
- Participación en el monumento funerario del dogo Andrea Vendramin junto a su padre y hermano (Venecia).[9]
- Participación en el monumento funerario del dogo Pietro Mocenigo (1476-1481) junto a su padre y hermano (Venecia).[10]
- Participación en el monumento de Onigen (1490) San Nicolás (Treviso).[11]
- Junto con su hermano Tulio el monumento al obispo Jacopo Pesaro. Basílica de Santa María dei Frari  (Venecia).[12]
- Decoración de la capilla del cardenal Giovanni Battista Zeno con la imagen para el altar de la Virgen con Niño. Basílica de San Marcos de Venecia.[9]
- Diversos relieves para la Capilla dell'Arca de San Antonio.(1500-1504) en la  Basílica de San Antonio de Padua. Padua[13]
- Cabeza femenina ideal (c. 1500-1510), Colección Wallace, Londres
- Lucha entre Minerva y Neptuno (1508), Museo del Hermitage, San Petersburgo.[14]
- El nacimiento de Atenea (c.1508-1511), Museo del Hermitage, San Petersburgo.[15]
- Imagen de Santo Tomás. Basílica de San Juan y San Pablo, Venecia.[9]
- A Paz estabelecendo seu reino (c. 1512)
- Filocrates en la isla de Lemnos, Museo de Victoria y Alberto, Londres (c. 1510-1515).
- Venus Anadiómena, Museo de Victoria y Alberto, Londres (c. 1516).
- Marte, Venus y Cupido, Museo Bode, Berlín.